# کتوکلو
کتوکلو (به لاتین: Kötüklü) یک منطقه مسکونی در جمهوری آذربایجان است که در شهرستان قبله واقع شده است. کتوکلو ۶۰۹ نفر جمعیت دارد.